# BKK Vital
Die BKK Vital war eine deutsche Betriebskrankenkasse in der gesetzlichen Krankenversicherung. Sie war für die Bundesländer Baden-Württemberg und Rheinland-Pfalz sowie den nordöstlichen Teil von Nordrhein-Westfalen (Westfalen-Lippe) geöffnet und hatte ihren Ursprung u. a. bei der KHS GmbH.

## Zusatzbeitrag
Die BKK Vital erhob seit 2015 einen einkommensabhängigen Zusatzbeitrag vom beitragspflichtigen Einkommen: 0,9 Prozent im Jahr 2015, 1,3 Prozent im Jahr 2016 und 2017 den bundesweit höchsten Zusatzbeitrag von 1,8 Prozent. Zum 1. Januar 2018 fusionierte sie mit der BKK Pfalz.